# Allium negevense
Allium negevense är en amaryllisväxtart som beskrevs av Fania Weissmann- Kollmann. Allium negevense ingår i släktet lökar, och familjen amaryllisväxter.
Artens utbredningsområde är Israel. Inga underarter finns listade i Catalogue of Life.